# Lexberg
Lexberg je 483 m vysoký vrch na území města Neustadt in Sachsen (místní část Langburkersdorf) v zemském okrese Saské Švýcarsko-Východní Krušné hory v Sasku.

## Charakteristika
Vrch leží v německé části Šluknovské pahorkatiny (Lausitzer Bergland) a její mesogeochoře Západní hornolužická vrchovina (Westliches Oberlausitzer Bergland). Geologické podloží tvoří dvojslídý hybridní granodiorit. Převládajícím půdním typem je podzolová kambizem, kterou na jižním svahu doplňuje glej a pseudoglej. Na jižním svahu pramení vedlejší přítok Langburkersdorfského potoka, který je zdrojnicí Polenze. Celý vrch proto náleží k povodí Labe a k úmoří Severního moře. Většina vrchu je zemědělsky využívána. Vrch leží v chráněné krajinné oblasti Oberlausitzer Bergland.
Na východním svahu a úpatí prochází po Alte Waldstraße (Stará lesní cesta) cyklostezka. Lexberg je ve své podstatě výběžkem vrchu Hoher Hahn (528 m) a jejich společné svahy sahají až k zástavbě Langburkersdorfu.